# FDP-Bundesparteitag 1969
Koordinaten: 49° 26′ 16″ N, 11° 6′ 19″ O

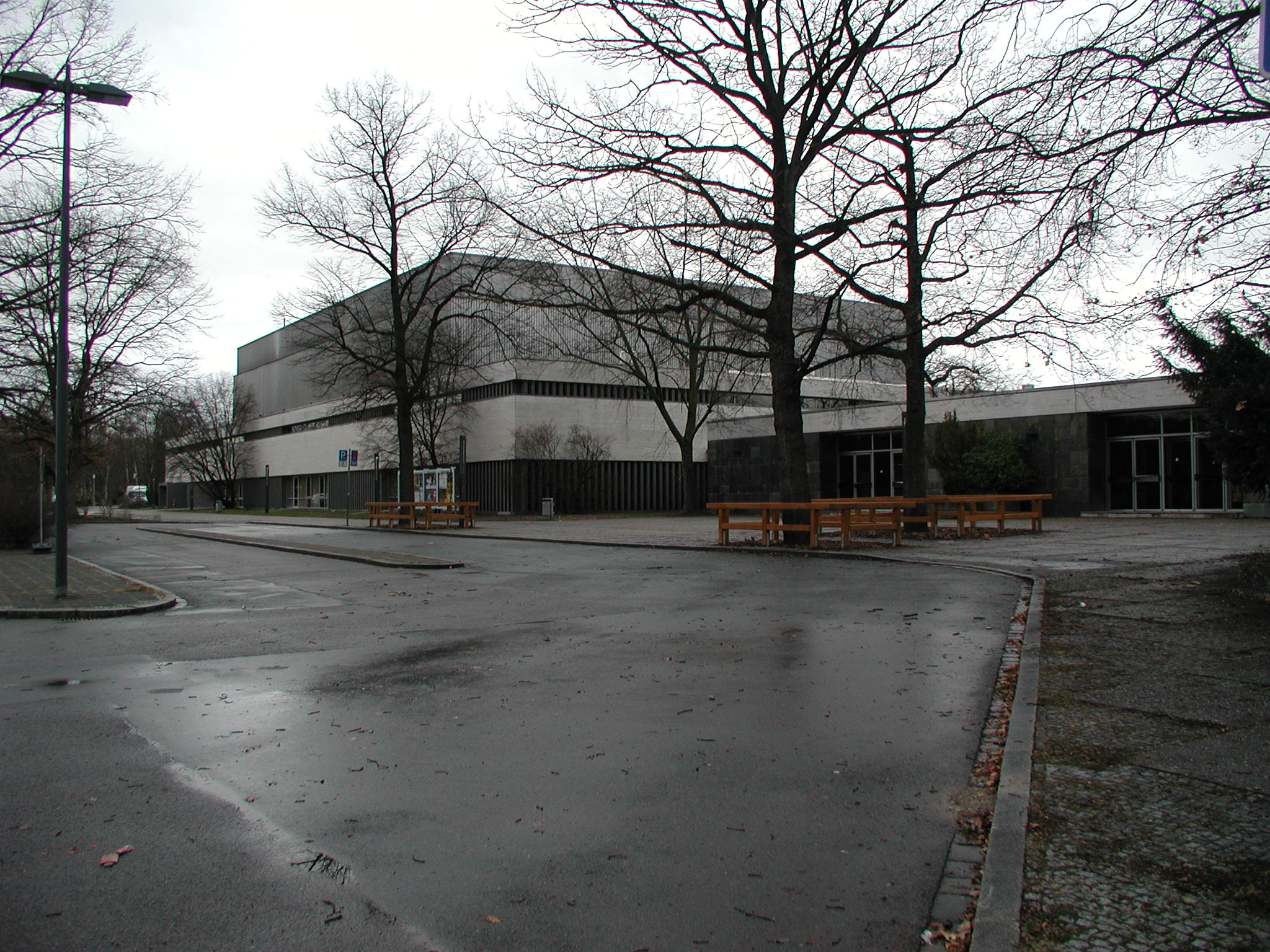
Meistersingerhalle

Den Bundesparteitag der FDP 1969 hielt die FDP vom 23. bis 25. Juni 1969 in Nürnberg ab. Es handelte sich um den 20. ordentlichen Bundesparteitag der FDP in der Bundesrepublik Deutschland. Der Parteitag fand in der Meistersingerhalle statt.

## Verlauf und Beschlüsse
Wichtigster Tagesordnungspunkt war die Verabschiedung des Programms für die Bundestagswahl 1969, der „Nürnberger Wahlplattform“. In seiner Eröffnungsrede bezeichnete der Parteivorsitzende Walter Scheel die Wahl von Gustav Heinemann zum Bundespräsidenten als „reine Personalentscheidung“. Am 5. März 1969 hatte die Mehrheit der FDP-Delegierten in der Bundesversammlung für den SPD-Kandidaten und gegen den CDU-Bewerber Gerhard Schröder gestimmt und Heinemann zu einer äußerst knappen Mehrheit verholfen.